# برشلونة (فنزويلا)
برشلونة، فنزويلا (بالإسبانية: Barcelona)‏ هي مدينة تتبع Simón Bolívar Municipality, Anzoátegui ‏ . وهي عاصمة ولاية أنزواتغي . بلغ عدد سكانها 326460 نسمة في 2011 . تبلغ مساحتها 706 كيلومتر مربع . ورمزها البريدي هو 6001 .

## المناخ
يظهر الجدول التالي التغييرات المناخية على مدار السنة لبرشلونة، فنزويلا:
| البيانات المناخية لـبرشلونة، فنزويلا                                | البيانات المناخية لـبرشلونة، فنزويلا | البيانات المناخية لـبرشلونة، فنزويلا | البيانات المناخية لـبرشلونة، فنزويلا | البيانات المناخية لـبرشلونة، فنزويلا | البيانات المناخية لـبرشلونة، فنزويلا | البيانات المناخية لـبرشلونة، فنزويلا | البيانات المناخية لـبرشلونة، فنزويلا | البيانات المناخية لـبرشلونة، فنزويلا | البيانات المناخية لـبرشلونة، فنزويلا | البيانات المناخية لـبرشلونة، فنزويلا | البيانات المناخية لـبرشلونة، فنزويلا | البيانات المناخية لـبرشلونة، فنزويلا | البيانات المناخية لـبرشلونة، فنزويلا |
| الشهر                                                               | يناير                                | فبراير                               | مارس                                 | أبريل                                | مايو                                 | يونيو                                | يوليو                                | أغسطس                                | سبتمبر                               | أكتوبر                               | نوفمبر                               | ديسمبر                               | المعدل السنوي                        |
| ------------------------------------------------------------------- | ------------------------------------ | ------------------------------------ | ------------------------------------ | ------------------------------------ | ------------------------------------ | ------------------------------------ | ------------------------------------ | ------------------------------------ | ------------------------------------ | ------------------------------------ | ------------------------------------ | ------------------------------------ | ------------------------------------ |
| الدرجة القصوى °م (°ف)                                               | 35.5 (95.9)                          | 37.0 (98.6)                          | 37.9 (100.2)                         | 37.8 (100.0)                         | 37.7 (99.9)                          | 37.5 (99.5)                          | 36.0 (96.8)                          | 39.0 (102.2)                         | 39.3 (102.7)                         | 39.0 (102.2)                         | 38.6 (101.5)                         | 35.0 (95.0)                          | 39.3 (102.7)                         |
| متوسط درجة الحرارة الكبرى °م (°ف)                                   | 31.4 (88.5)                          | 31.7 (89.1)                          | 32.4 (90.3)                          | 32.7 (90.9)                          | 32.8 (91.0)                          | 32.1 (89.8)                          | 31.8 (89.2)                          | 32.1 (89.8)                          | 32.7 (90.9)                          | 32.9 (91.2)                          | 32.4 (90.3)                          | 31.8 (89.2)                          | 32.2 (90.0)                          |
| المتوسط اليومي °م (°ف)                                              | 26.0 (78.8)                          | 26.3 (79.3)                          | 27.2 (81.0)                          | 27.9 (82.2)                          | 28.2 (82.8)                          | 27.7 (81.9)                          | 27.3 (81.1)                          | 27.5 (81.5)                          | 27.8 (82.0)                          | 27.9 (82.2)                          | 27.4 (81.3)                          | 26.6 (79.9)                          | 27.3 (81.1)                          |
| متوسط درجة الحرارة الصغرى °م (°ف)                                   | 20.5 (68.9)                          | 20.9 (69.6)                          | 21.9 (71.4)                          | 23.1 (73.6)                          | 23.6 (74.5)                          | 23.3 (73.9)                          | 22.8 (73.0)                          | 22.8 (73.0)                          | 22.9 (73.2)                          | 22.9 (73.2)                          | 22.4 (72.3)                          | 21.3 (70.3)                          | 22.4 (72.3)                          |
| أدنى درجة حرارة °م (°ف)                                             | 12.8 (55.0)                          | 15.2 (59.4)                          | 12.5 (54.5)                          | 16.9 (62.4)                          | 18.5 (65.3)                          | 20.3 (68.5)                          | 19.5 (67.1)                          | 19.3 (66.7)                          | 18.7 (65.7)                          | 19.7 (67.5)                          | 18.1 (64.6)                          | 15.6 (60.1)                          | 12.5 (54.5)                          |
| معدل هطول الأمطار مم (إنش)                                          | 7 (0.3)                              | 3 (0.1)                              | 2 (0.1)                              | 8 (0.3)                              | 48 (1.9)                             | 105 (4.1)                            | 119 (4.7)                            | 121 (4.8)                            | 84 (3.3)                             | 59 (2.3)                             | 44 (1.7)                             | 24 (0.9)                             | 624 (24.6)                           |
| متوسط الأيام الممطرة (≥ 1.0 mm)                                     | 1.3                                  | 0.5                                  | 0.5                                  | 1.2                                  | 4.7                                  | 10.8                                 | 12.7                                 | 12.7                                 | 9.4                                  | 7.4                                  | 5.8                                  | 3.6                                  | 70.6                                 |
| متوسط الرطوبة النسبية (%)                                           | 72.0                                 | 71.0                                 | 70.5                                 | 72.0                                 | 72.5                                 | 75.0                                 | 76.0                                 | 76.0                                 | 74.5                                 | 74.5                                 | 75.0                                 | 73.0                                 | 73.5                                 |
| ساعات سطوع الشمس الشهرية                                            | 288.3                                | 274.4                                | 297.6                                | 261.0                                | 254.2                                | 213.0                                | 232.5                                | 235.6                                | 243.0                                | 263.5                                | 255.0                                | 269.7                                | 3٬087٫8                              |
| المصدر #1: Instituto Nacional de Meteorología e Hidrología (INAMEH) |                                      |                                      |                                      |                                      |                                      |                                      |                                      |                                      |                                      |                                      |                                      |                                      |                                      |
| المصدر #2: NOAA (extremes, precipitation and sun)                   |                                      |                                      |                                      |                                      |                                      |                                      |                                      |                                      |                                      |                                      |                                      |                                      |                                      |

## معرض صور

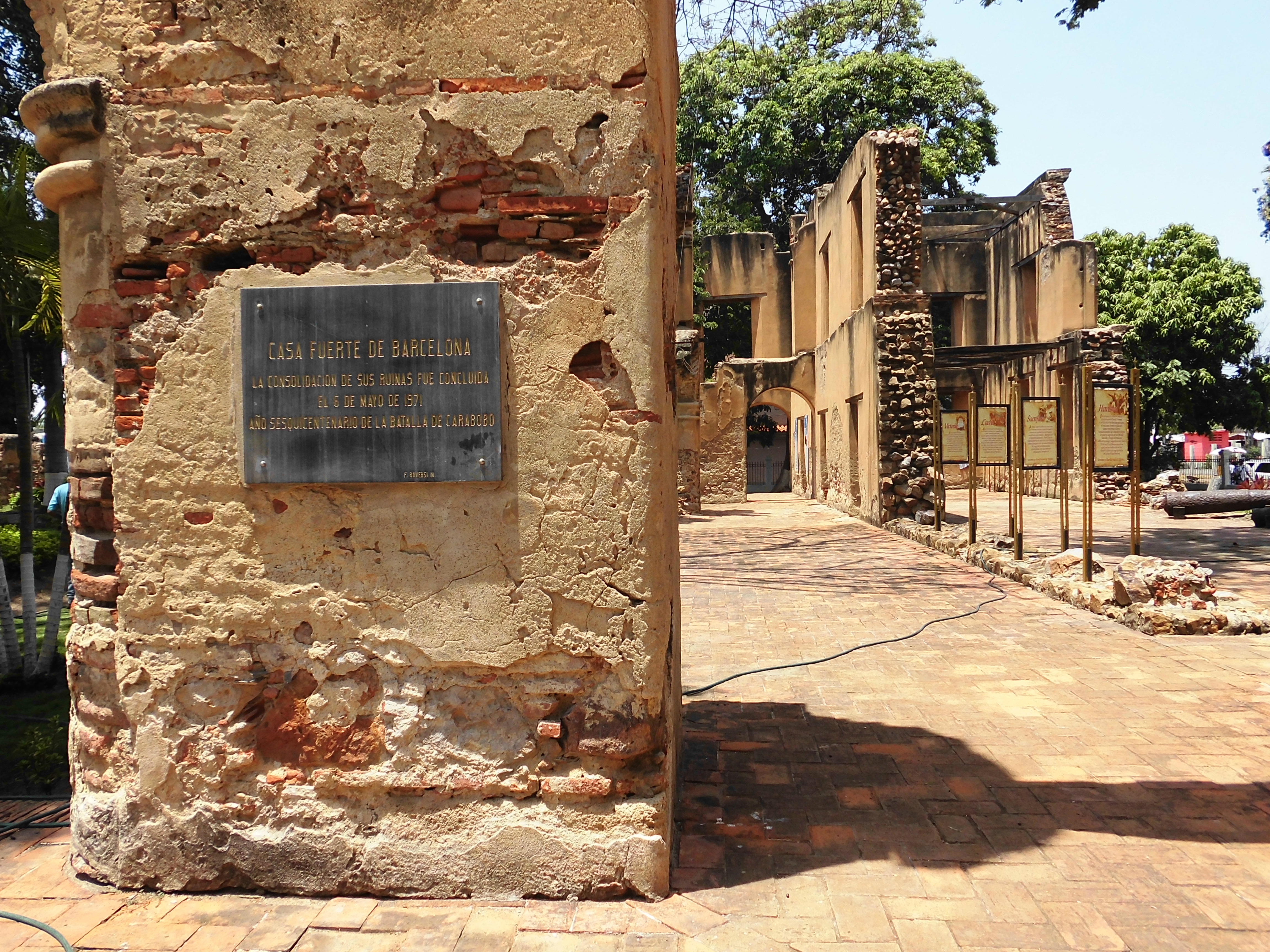
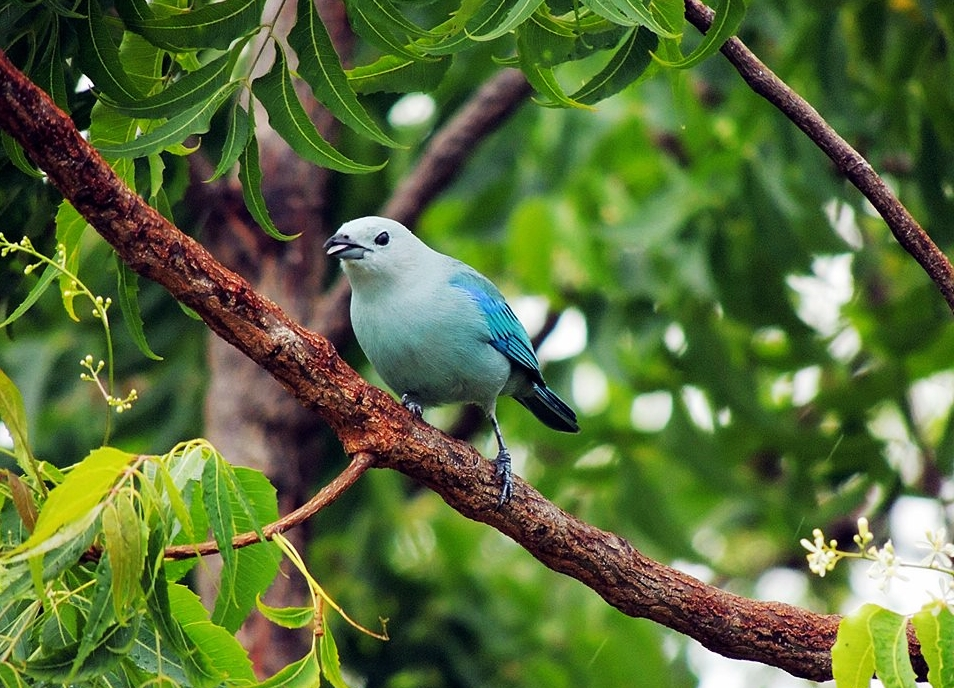
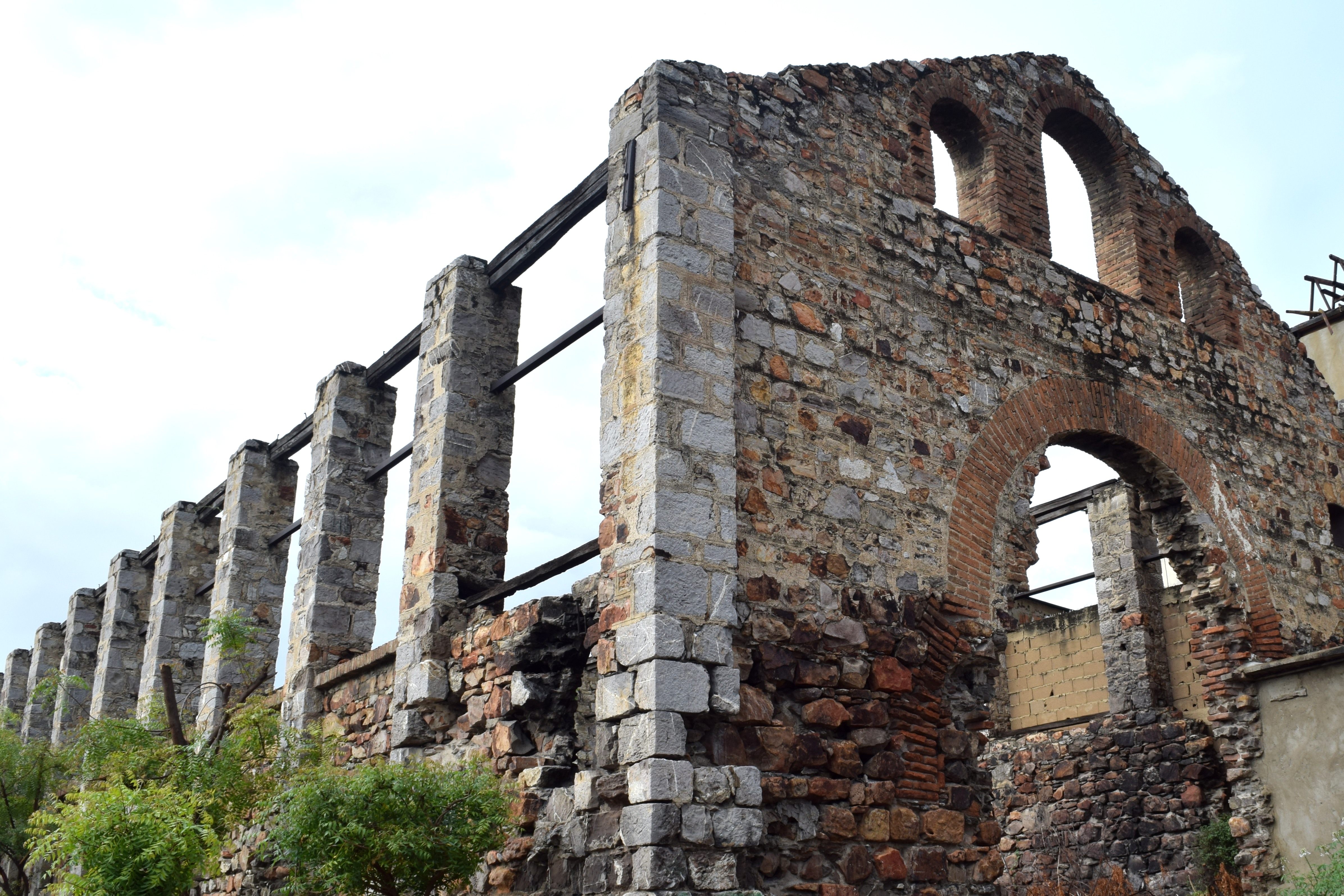
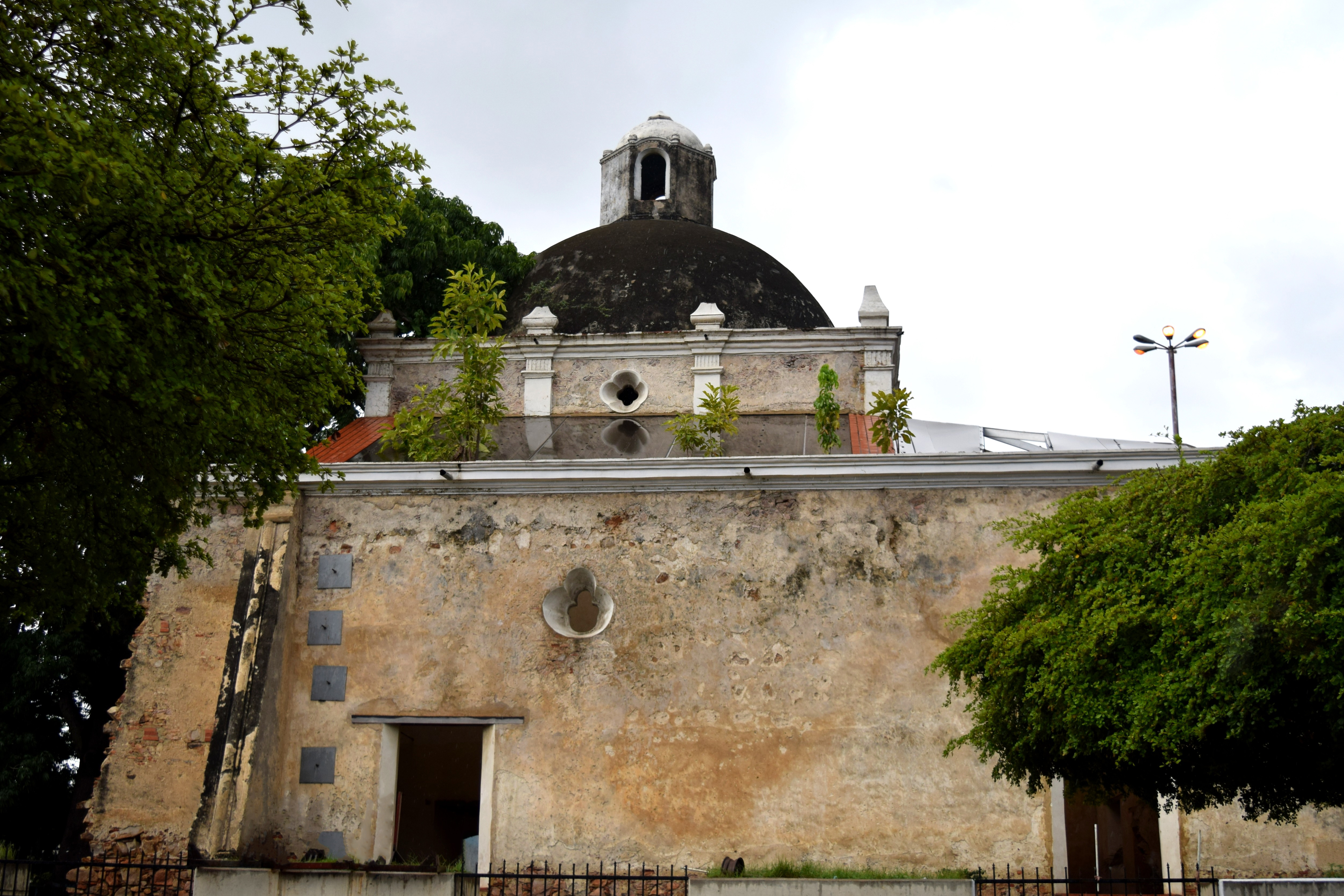

## مدن توأم
المدن التوأم:
قلمرية

## أعلام
- بريتنير دا سيلفا
- ليوناردو جارديم
- لوريانو فالينيلا لانز
- ميغيل أوترو سلفا
- فاليريا سولارينو